# Laura Linney

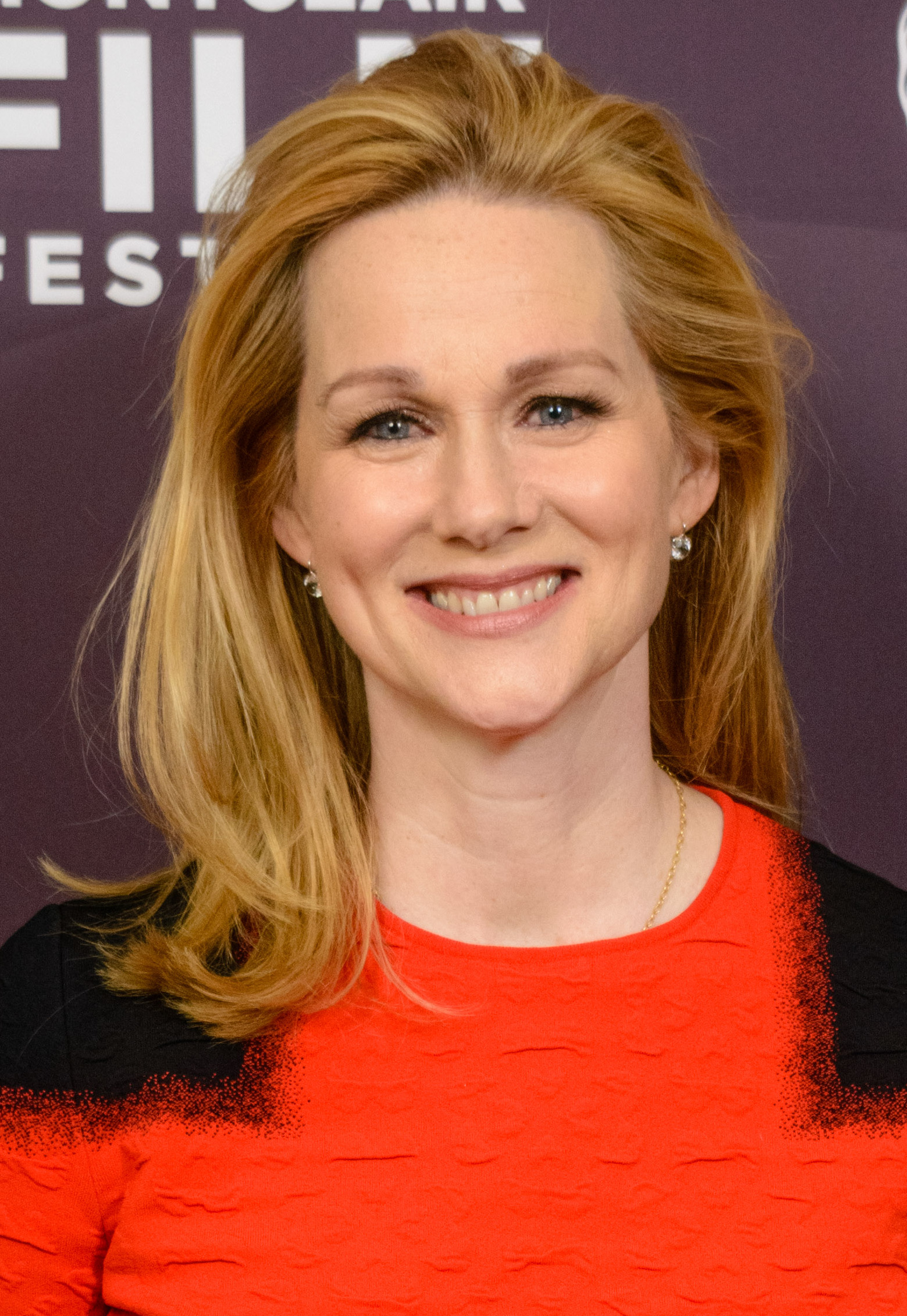
Laura Linney (2016)

Laura Leggett Linney (* 5. Februar 1964 in New York City) ist eine US-amerikanische Schauspielerin.

## Leben
Linney ist die Tochter des Dramatikers Romulus Linney und Ururenkelin des Politikers Romulus Zachariah Linney. Sie erwarb 1986 den Bachelor of Arts an der Brown University und nahm anschließend an der Juilliard School Schauspielunterricht.
Ihre Kinokarriere begann 1992, als sie neben Nick Nolte und Susan Sarandon in Lorenzos Öl spielte. Schon bald sah man sie in exponierten Nebenrollen an der Seite von Richard Gere, Clint Eastwood und Jim Carrey. Für das vielfach ausgezeichnete Familiendrama You Can Count on Me sowie das Biopic Kinsey – Die Wahrheit über Sex über den Sexualforscher Alfred Kinsey erhielt sie je eine Nominierung für den Oscar und den Golden Globe. Eine weitere Golden-Globe-Nominierung wurde ihr für ihre Darstellung in dem Jugendfilm Der Tintenfisch und der Wal zuteil. Dreimal erhielt sie den Emmy, unter anderem für eine Gastrolle in Frasier.
Linneys Rollenauswahl ist im Wesentlichen von Ensemblefilmen geprägt. Unter anderem spielte sie bisher dreimal die Rolle der Mary Ann Singleton in der Verfilmung der Stadtgeschichten von Armistead Maupin. 2008 erhielt sie für die weibliche Hauptrolle in Tamara Jenkins’ Independentfilm Die Geschwister Savage ihre dritte Oscar-Nominierung, erneut als Beste Hauptdarstellerin.
2022 erhielt sie einen eigenen Stern auf dem Walk of Fame in Hollywood.
Linney war von 1995 bis 2000 mit dem Schauspieler David Adkins verheiratet. Im Mai 2009 heiratete sie den Immobilienmakler Marc Schauer. Im Januar 2014 kam ihr gemeinsamer Sohn zur Welt.

## Filmografie (Auswahl)
- 1992: Lorenzos Öl (Lorenzo’s Oil)
- 1993: Dave
- 1993: Stadtgeschichten (Tales of the City, Fernsehminiserie)
- 1994: Der Zufalls-Dad (A Simple Twist of Fate)
- 1995: Congo
- 1996: Zwielicht (Primal Fear)
- 1997: Absolute Power
- 1998: Die Truman Show (The Truman Show)
- 2000: You Can Count on Me
- 2000: Die Nominierung (Running Mates)
- 2000: Haus Bellomont (The House of Mirth)
- 2001: Maze
- 2001: Wild Iris – Der Traum vom Leben (Fernsehfilm)
- 2002: The Laramie Project (Fernsehfilm)
- 2002: Die Mothman Prophezeiungen (The Mothman Prophecies)
- 2003: Das Leben des David Gale (The Life of David Gale)
- 2003: Mystic River
- 2003: Tatsächlich… Liebe (Love Actually)
- 2003–2004: Frasier (Fernsehserie, 6 Folgen)
- 2004: P.S. – Liebe auf Anfang (P.S.)
- 2004: Kinsey – Die Wahrheit über Sex (Kinsey)
- 2005: Der Tintenfisch und der Wal (The Squid and the Whale)
- 2005: Der Exorzismus von Emily Rose (The Exorcism of Emily Rose)
- 2006: Jindabyne – Irgendwo in Australien (Jindabyne)
- 2006: Driving Lessons – Mit Vollgas ins Leben (Driving Lessons)
- 2006: Man of the Year
- 2007: Nanny Diaries (The Nanny Diaries)
- 2007: Enttarnt – Verrat auf höchster Ebene (Breach)
- 2007: Die Geschwister Savage (The Savages)
- 2008: John Adams – Freiheit für Amerika (John Adams, Miniserie)
- 2008: Der Andere (The Other Man)
- 2009: The City of Your Final Destination
- 2010–2013: The Big C (Fernsehserie)
- 2011: Liebe und andere Kleinigkeiten (The Details)
- 2012: Hyde Park am Hudson
- 2013: Inside Wikileaks – Die fünfte Gewalt (The Fifth Estate)
- 2015: Mr. Holmes
- 2016: Genius – Die tausend Seiten einer Freundschaft (Genius)
- 2016: Teenage Mutant Ninja Turtles: Out of the Shadows
- 2016: Nocturnal Animals
- 2016: Sully
- 2017: The Dinner
- 2017–2022: Ozark (Fernsehserie)
- 2018: BoJack Horseman (Fernsehserie, Episode 5x02, Stimme)
- 2019: Stadtgeschichten (Tales of the City, Miniserie)
- 2020: Falling
- 2020: Wege des Lebens – The Roads Not Taken (The Roads Not Taken)
- 2023: The Miracle Club
- 2023: Wildcat
- 2024: Suncoast

## Auszeichnungen
Oscar
- 2001: Nominierung als Beste Hauptdarstellerin für You Can Count on Me
- 2005: Nominierung als Nebendarstellerin für Kinsey – Die Wahrheit über Sex
- 2008: Nominierung als Hauptdarstellerin für Die Geschwister Savage

Golden Globe
- 2001: Nominierung als Beste Hauptdarstellerin – Drama für You Can Count on Me
- 2005: Nominierung als Beste Nebendarstellerin für Kinsey – Die Wahrheit über Sex
- 2006: Nominierung als Beste Hauptdarstellerin – Komödie/Musical für Der Tintenfisch und der Wal
- 2009: Auszeichnung als Beste Hauptdarstellerin – Mini-Serie oder Fernsehfilm für John Adams – Freiheit für Amerika
- 2011: Auszeichnung als Beste Serien-Hauptdarstellerin – Komödie oder Musical für The Big C
- 2012: Nominierung als Beste Serien-Hauptdarstellerin – Komödie oder Musical für The Big C
- 2021: Nominierung als Beste Serien-Hauptdarstellerin – Drama für Ozark
- 2023: Nominierung als Beste Serien-Hauptdarstellerin – Drama für Ozark

Emmy
- 2002: Auszeichnung als Beste Hauptdarstellerin in einer Miniserie oder Fernsehfilm für Wild Iris
- 2004: Auszeichnung als Beste Gastdarstellerin in einer Comedyserie für Frasier
- 2008: Auszeichnung als Beste Hauptdarstellerin in einer Miniserie oder einem Fernsehfilm für John Adams – Freiheit für Amerika
- 2011: Nominierung als Beste Hauptdarstellerin in einer Comedyserie für The Big C
- 2013: Auszeichnung als Beste Hauptdarstellerin in einer Miniserie oder einem Fernsehfilm für The Big C
- 2019: Nominierung als Beste Hauptdarstellerin in einer Dramaserie für Ozark
- 2020: Nominierung als Beste Hauptdarstellerin in einer Dramaserie für Ozark
- 2022: Nominierung als Beste Hauptdarstellerin in einer Dramaserie für Ozark
- 2022: Nominierung Beste Dramaserie für Ozark

BAFTA Award
- 2004: Nominierung als Nebendarstellerin für Mystic River